# 高見山大五郎 (1944年生)
髙見山 大五郎（たかみやま だいごろう、1944年〈昭和19年〉6月16日 - ）は、アメリカ合衆国・ハワイ準州 (Territory of Hawaii) マウイ島出身で高砂部屋に所属した元大相撲力士。本名は渡辺 大五郎（わたなべ だいごろう）、米国籍時の本名：ジェシー・ジェームス・ワイラニ・クハウルア（Jesse James Wailani Kuhaulua）。最高位は東関脇。身長192cm、体重205kg。愛称はジェシー。
横綱経験者対戦人数16人は歴代1位。また、正確性のある体重の測定記録では大相撲史上初の200kg超の力士という説もある。

## 四股名の由来
高見山の四股名は初代高砂、または優勝制度確立後初の優勝力士（髙見山酉之助）が名乗るなど、高砂部屋で由緒ある出世名である。番付に載る前の初土俵の場所だけ、本名の「ジェシー」を名乗っていた。

## 来歴
砲丸投げ等の投擲競技を経てアメリカンフットボールに打ち込んだ。しかし、高校時代に交通事故で足腰を負傷して1年間歩行不能になるほどの重傷を負い、後遺症が残りフットボールの道を断念した。高校卒業後は運送会社で働いていた（パイナップル工場に勤務していたという説もある）が、1964年（昭和39年）、当時明治大学相撲部長だった滝沢寿雄らの紹介で師匠高砂（元横綱前田山）に5年間衣食住を保障するとスカウトされ、同年2月22日来日、羽田空港に現れた高見山は初めて体験する冬の寒さに「いけない。間違ってシベリアに来てしまった」と震え上がったという。受け入れ先の高砂部屋は外国人の弟子の来日に大騒ぎだった。後に特等床山となった床寿は「外国人だから、きっと金髪だろう。金色の髷を結うのは楽しいだろうなぁって期待してたんだよ。でも、ジェシーは黒髪。ガッカリしたねぇ（笑）」と振り返っていた。同年3月場所にて初土俵を踏んだ。5月場所4日目には対戦相手の吉瀬川が何もせずに土俵から逃げ出したが「逃げ出し」は決まり手に出来ずに仕切り直しとなった。

### 入門当初の苦労
新弟子時代にはちゃんこの味に馴染めず初めは少しだけ汁をすくって食べるのが精いっぱいであり、中でも白身魚が大嫌いであった。最初の方こそ、洋食が特別メニューとして出されたが、次第にそのような特別扱いはすぐになくなった。なかなか食が進まない様子を見かねた当時のおかみは、ある時丼を取り上げて高見山の分のちゃんこを食べてしまうという荒療治を敢行したこともある。結局ちゃんこに完全に慣れるまでに1年を要したといい、ケチャップをかけて食べることでやっと問題なく食べられるようになったという。他方で、魚のちゃんこでは不憫と思った女将の配慮で肉炒めが出たが、やっかむ弟子もいないなかで特別扱いを拒否したという話もある。因みに日本食で気に入っているのはとんかつである。
入門当初は体が固く、股割りの稽古の際に涙しその時に言ったといわれる「目から汗が出た」は名言となり、様々なドラマやお笑い番組で模倣された。相撲教習所への通所は特例で免除されており、その代わりに部屋で高砂からのマンツーマン指導を受けていた。稽古は朝4時から正午まで行われ、高砂からは拳骨で育てられた。
若い頃は心労が溜まってもすることがなく（パスポートは親方が預かっているため許可がなければ帰国できなかった）、慣れない力士生活に苦労が絶えなかった。「若い頃は山手線に乗って時間を潰し、寂しさを紛らわせた」というエピソードが知られているが、これは事実ではない。高見山によれば、当時は両国駅から（山手線が通る）秋葉原駅までの行き方も知らなかったという。

### 十両昇進から幕内力士へ
元々力士としてではなく、「外国人」として注目を浴びていた高見山は幕下時代になると注目が薄れ、「もう、そろそろつらくなって逃げ出すんじゃないか」とまで言われた が、初土俵から3年後の1967年（昭和42年）3月場所で新十両に昇進し、初の外国出身外国籍の関取となった。当時の十両は層が薄かったため、神風正一や浅香山（元小結若瀬川）、東富士 (元横綱) は異口同音に「3、4場所、遅くても年内に幕内に昇進する」と予想した。十両昇進時に掲載された記事では、将来の三役、打倒・大鵬を果たすと期待され、当時より師匠の高砂から「今どきの日本人の若者と比べれば、彼のほうがずっと日本人的な考え方をしている」と評された。
その期待に違わず、翌1968年（昭和43年）の1月場所で新入幕を果たして史上初の外国出身外国籍の幕内力士となる。同年3月場所では4日目に佐田の山を立合いのぶちかましからの激しい突っ張りで突き出して佐田の山に引導を渡す金星、9月場所でも柏戸から金星を挙げた。1969年（昭和44年）11月場所で小結に昇進するが、その後小結と平幕の往復が続く。しかし1971年（昭和46年）に師匠・高砂親方が亡くなると、「ボスが死んで意欲も失った」と廃業も考えた。が、師匠夫人ら周囲に励まされて現役続行を決意する。
1972年（昭和47年）7月場所では13勝2敗の好成績で史上初の外国出身力士による幕内最高優勝を遂げる。10日目には、1敗の高見山と3敗の貴ノ花の勝負があり、熱戦の末、高見山の圧力をしのいだ貴ノ花が、左四つからの上手投げに仕留めて1差となったが、そのまま千秋楽まで逃げ切った。表彰式では当時のアメリカ大統領のリチャード・ニクソンの祝電が読み上げられた。
翌場所には外国出身で初の関脇に昇進し、大関候補の一人と目されるようになる。1974年（昭和49年）7月場所には関脇で11勝と大関を指呼の間にとらえる成績を残したが翌場所は負け越すなど相撲の不安定さを克服できず、大関昇進は果たせなかった。よく稽古をつけてくれた大関の前の山の引退が、高見山の出世を止めた一因ともいわれている。1982年（昭和57年）以降は三役入りもなくなったが、なお40歳近くまで現役を続けるという持久力を見せ、幕内連続出場1231回という記録を残した。先述の高校時代の事故の影響もあり足腰の脆さゆえに投げられると弱かったが、力士時代の負傷は少なく長い現役生活に繋がったと評されている。

### 引退
1981年（昭和56年）9月場所で連続出場記録が怪我のために途絶え、「親方からは記録より体が大事だと言われたが、ワシには体よりも記録の方が大事だった」という言葉を残している。1983年11月場所12日目の大潮戦で負傷して途中休場し、左ヒジの変形関節症と捻挫後遺症により1984年1月場所8日目から途中休場して十両に陥落した。
常々「40歳まで相撲をとりたい」「（当時建造中だった）両国国技館で相撲を取りたい」と語っていた。1984年（昭和59年）5月場所、40歳まであと1ヶ月のところで力尽きて引退を表明、両国国技館で相撲を取る夢も果たせなかった。引退宣言は場所中に唐突に行われたため、相撲ファン以外も驚かせマスコミで大きく取り上げられた。同場所での千秋楽の最後の一番（玉龍戦）は黒星だったが、満員の観衆から大声援を受け花道を引き揚げる際には花束も贈呈された。引退に際して高見山は「20年間、相撲を取り続けてきたことを誇りに思う」「生まれ変わっても力士になりたい」と力強く語った。
昭和天皇も、日本相撲協会を管轄していた森喜朗文部大臣（当時）へ「髙見山がなぜ辞めたのかね」「髙見山は残念だったろうな」と述べ、後に森文部大臣からそれを伝えられた高見山は「もったいないです、もったいないです」と涙を流したと言われている。
十両昇進時点で既に永住を決断しており、引退後も協会に残ることを希望して現役中の1980年（昭和55年）に日本国籍を取得し、日本名は渡辺大五郎（夫人の姓と四股名を合わせたもの）とした。引退後は年寄・東関を襲名し、後に審判委員を務めた。

### 功績
1968年1月場所に新入幕して以来、16年間、97場所にもわたる幕内在位は当時の大相撲最長記録である。また述べ12個の金星を獲得し、一時は現役力士の最多記録だった。その巨体とパワーは、ツボにはまれば輪島や貴ノ花を圧倒するほどのものであり、特に輪島とは19勝24敗（不戦勝1個を含む）と互角に近く、金星12個のうち7個は輪島から獲得している。また貴ノ花との対戦も弁慶と牛若丸のそれに譬えられ、人気を博した。典型的なそっぷだが足腰の強かった貴ノ花と、超あんこ型であったが腰が軽かった高見山は、そういう意味でも対照的な力士であった。引退時点では他に戦前・戦中生まれの力士は一人も存在せず、高見山が戦前・戦中生まれの最後の力士だった。
中国・韓国（朝鮮）など、東アジア圏の出身者を除けば高見山は外国出身者として当時最も上位で活躍した力士であり、後の各国出身力士、特にハワイ勢（すなわちポリネシア勢）の活躍の道を開いた。アメリカ人らしい陽気さと巨体を持つのと同時に、異境での辛い修行に耐え忍ぶ古来の日本人のような生き方も広く知られ、相撲ファン以外にも絶大な人気があった。独特の長いもみあげなど特徴ある容貌も人気で、テレビCMに出演するなど土俵の外でも活躍した。のちに弟弟子となる小錦を自らスカウトし、自分の弟子でもある曙を横綱まで育てるなど大相撲の国際化にも大きく貢献した。ハワイ出身の関取としては、この他にも大喜を育てた。最近は高見盛の師匠としても知られ、師弟2代で角界の人気者となった。東関部屋師匠としては「礼儀正しくきちんと挨拶できる力士」「相撲は攻撃相撲」「お客さんを大切にする」というモットーを掲げていた。一方、自身が異国で苦労して外国出身関取として大成し、笹川良一などのタニマチを得て社会的地位を築き上げた経験から、外国出身力士の弟子が現役時代の自分のように我慢ができないことに苛立ちを覚えるなど彼らと折り合いが悪かったという評価もある。出世頭の曙の姿勢も東関には甘く映ったためか、彼との対立も深刻であった。
上述した功績もあって、2001年には本派本願寺ハワイ別院からハワイ人間州宝として表彰された。

### その後の生活
2009年（平成21年）6月15日、日本相撲協会を定年退職した。かつての人気力士の定年とあって、テレビの情報番組などで大きく特集が組まれ、現役時代の映像も多く流された。同年5月場所限りで現役を引退した弟子の潮丸が師匠の退職と同時に「東関大五郎」を襲名し、東関部屋を継承した。その際に「もう一度、ハワイの力士を育てたい」と語った。また「一番の思い出は曙が横綱になったことかな。師匠としては最高の瞬間だったし、今でも誇りに思う」とも語った。
同年に開かれた定年を祝う会では、麻生太郎首相（当時）とバラク・オバマ大統領（当時。ハワイ出身）から祝電が届いた。
髙見山の定年退職を受け、アメリカ合衆国下院は2009年6月15日に彼の日本相撲界への貢献と日米親善に尽くした功績を称え、本会議で異例の感謝決議を行った。同年10月に第57回菊池寛賞の受賞が発表され、スポーツ関係者の受賞は2001年のイチロー以来で、大相撲関係者としては史上初の受賞となった。同年12月にはスポーツ功労者に選ばれている。
なお、定年退職後も単発でテレビ出演を行っている。
2017年のインタビューではテレビで東関部屋の力士を応援する一方、スポーツジム通いも日課、とされている。高見山はそのインタビューで、「プールに入ったり、自転車こいだり。体重が130キロ台に減りました。ジムのサウナでよく話しかけられます。『テレビで名前出てたよ』って。今でも覚えてもらっているのは光栄なこと。相撲をしてきてよかったって思いますよ」とコメントしている。
2019年12月13日、13代東関を襲名し部屋の師匠となっていた潮丸が41歳の若さで逝去した。その夜、葛飾区に移転していた部屋に弔問し、通夜・葬儀にも参列した。「まだ若い。こういうことになって…。これからですよ。もう少しいてほしかった」と早逝した弟子を悼んでいる。
2020年2月6日には日本相撲協会の諮問機関でもある「大相撲の継承発展を考える有識者会議」に招かれ、大相撲の国際化についての議論に加わった。「言葉を教えるのが一番大事。相撲の基本も大事。わたしは30歳前にハワイへ帰ろうかと思った。結婚して、子どもができて、日本で頑張ろうと思った。慣れるまで15年かかった」と自らの経験を語り、「国際化を進める上でも、国技であることを忘れてはいけない」と訴えたという。会合の後に取材に応じ、「基礎が大事。野球でも同じだと王さんも言っていた。今の力士はケガが多い。番数が足らない。30、40番はやってほしい」と話した。
2021年5月30日、華王錦の断髪式を旧東関部屋の自宅で行い、入門時の師匠として止めばさみを入れた。華王錦の引退時、葛飾にあった東関部屋が同年3月場所後に消滅し二子山部屋が転入したためその建物で断髪式がかなわず、「最後の弟子だから、私が責任を持って（まげを）切るよ」と申し出てのことであったという。
2022年8月から2024年3月までは残存している相撲部屋の施設を元横綱の白鵬翔が継承した旧宮城野部屋に貸与していた。
東関部屋の出世頭の曙の葬儀の際は目を潤ませながら「ご苦労さん。彼は54歳ですか？私はあと2カ月で80になるけどね。もう少し頑張ってほしかった」と曙の早すぎる死を惜しんだ。

## エピソード

### 入門に際して
- 入門決定前、ハワイ州兵として6年契約した内10か月しか在勤していない事が問題になったが当時のバーンズ州知事が「日本とハワイの関係がよくなるんだから、君は向こうで頑張ってこい」とすんなり許可を出した。
- 入門当初から師匠の高砂親方（前田山）をボスと呼んでいた。前田山の死後は高砂を継いだ兄弟子の朝潮（3代目）をボスと呼んだ。
- 入門して間もない頃、高砂親方が元横綱の男女ノ川を部屋に案内した際、男女ノ川は脳卒中で不自由な体ながら高見山に対して「頑張れよ」と激励したが、高見山は双葉山より前の横綱に声をかけられて緊張したと語っている[10]。
- 入門から1年後、ベトナム戦争に際して徴兵検査を受けたが当時160kgほどあったため体重超過で不合格となり相撲の道を断たれずに済んだ[注 9]。現役引退後に「なぜあそこまで頑張れたか？」とアメリカのテレビ局に問いかけられた際「僕は土俵に上がっていなかったら、ベトナムで戦死してたと思う。戦場の恐ろしさに比べたら、生きている事は天国だった」とコメントしていた。実際、高校時代の同級生2人がベトナム戦争で戦死しており、後年ハワイに帰省した高見山は、彼らの墓の前で大泣きしたという[8]。

### 現役時代・取組関連
- 利き腕は左だが（現役時代は左四つ。最近の例では、高見盛引退相撲での止め鋏を左手で入れていた）、塩は右手で撒いていた。
- 横綱の大鵬と対戦した経験のある最後の現役力士だった。ただし、大鵬とは11回対戦したものの1度も勝てなかった。
- 昭和時代では唯一の外国出身力士の幕内優勝経験者であり高見山の初優勝以降外国出身力士の幕内優勝は1989年11月場所の小錦の初優勝、外国出身力士の平幕優勝は2012年5月場所の旭天鵬の初優勝まで現れなかった。
- 1977年9月場所9日目には、支度部屋で「明日は横綱（北の湖）戦ですね」と記者に聞かれると高見山は「明日は蹴手繰りね」とふざけてみせ、北の湖も負けじと「じゃあ、オレも蹴手繰りでもやろうかなあ」と冗談を飛ばした。翌日、高見山は本当に蹴手繰りにいってしまった（勝負は北の湖が掬い投げで制した）。

### 現役時代・土俵外
- 初めて髷を結った際、それまでザンバラ髪で隠れていた耳が「沸いている」ことに気付き「これでもう一般社会には戻れないな」とショックを受けた[37]。
- ある時、大きな足に合う足袋がなかったため靴下で代用したというエピソードがある[38]。
- 塩を撒くとき、申し訳程度の量しか撒かなかったため当時のその様子を表わす川柳として、「高見山 塩の値段を 知っており」というものが残っている[39]。
- 1972年7月場所3日目に行われた高砂部屋同僚座談会では、4代高砂の方針により関取は東京場所でも地方場所でも関取用の大部屋で寝起きするということが明かされた。東京場所では独身者に限って専用の大部屋で過ごすようであり、その座談会で富士櫻は「東京へ帰ったら、俺とジェシー、30畳のところで二人きりだものね」と寂しがっていた[38]。
- 1972年7月場所で初優勝した際、当時のアメリカ合衆国大統領であったリチャード・ニクソンから祝電が発せられたことは有名だが、髙見山によると「当時はアメリカ大統領選挙の年でね、祝電は（共和党候補の）ニクソン大統領だけでなく、民主党候補だったジョージ・マクガヴァンからも発せられていたんですよ」と語り、自身の快挙がアメリカ大統領選挙の熾烈な争いの渦中でもあったことを明かしている[40]。
- 十両時代に好きだった芸能人は勝新太郎である。また当時、「どんなタイプの女性が好きか？」と聞かれた際には園まりと吉永小百合が好きと答え、逆にブリジット・バルドーやエリザベス・テイラーが嫌いであった[9]。
- 角界では珍しくギャンブルが大嫌いであり、現役時代も一切ギャンブルに手を出さなかった。パチンコを起因とする債務で引退した弟子の高見藤の会見の際に「私の大嫌いなギャンブルにのめり込んだ」と発言した。高見山はアメリカ国籍時代、市民権を持つアメリカと住民票のある日本の分の税金を二重払いしていた経験を持ち、このことから金に関する厳しさを学んだ[41]。だが1967年3月場所前に行われたインタビューでは「趣味は？」と記者に聞かれ「パチンコ。とても面白いネ。最近覚えた。よく行くヨ」と答えている[9]。1972年頃には麻雀もやっていたが、これがギャンブルの方であるのか健康麻雀の方であるのかは不明[38]。

### 現役引退に際して・引退後
- NHK大相撲中継では英語での解説も務める（衛星第2テレビ放送）。
- 後に横綱となる愛弟子、曙をスカウトしたのは故郷ハワイでの『髙見山の新弟子探し』のテレビ番組の企画に乗っかる形で、地元の後援者から紹介されたものだったという[40]。東関は曙の脚のひょろ長い体型を見て最初は相撲は無理だと思い、真面目で無口な性格から相撲よりも日々の生活面の方を心配していた[42]。
- 曙が退職した際に自身は退職の申し出は受けていたものの、「気がついたら部屋に荷物がなかった。こういう言葉は使いたくないけど、裏切られた」と恨み節が高見山の口から出た。ただ、退職後も曙は部屋を訪れて高見山と肩を並べるなど、その後の2人の関係はそれほど険悪ではなかった模様[43]。
- 潮丸と高見盛の両者が現役であったある時、高見盛があまりにもメディアに面白く取り上げられたため、当時番付は高見盛の方が上であったにもかかわらず「アイツは、ないな。潮丸だろ...」と高見盛よりも潮丸を推す言葉をつぶやいていた[44]。
- 相撲協会退職後、東関部屋東京後援会の代表となっている[45]。
- 2012年4月28日に行われた「高砂一門ファン感謝イベント」では、立派な白髭をたくわえてトークショーに出演。以後、高見盛引退関連で白髭姿が広く知られるように。
- 2013年12月19日、両国国技館で地元の幼稚園児ら約700人が招待された相撲協会主催の「クリスマスお楽しみ会」でサンタクロース役を務め、子供たちにプレゼントを手渡した。八角広報部長（元横綱北勝海）は「みんながボランティアでやってくれた。サンタは、高見山さんしかいないでしょう。来年以降も続けていきたい」とコメントした[46]。
- 2021年3月場所を最後に、最後の弟子でもある元十両の華王錦が引退した。東関部屋が閉鎖となり、13代が葛飾に建てた部屋施設も3月末に立ち退きとなることから、土俵が残る自宅で5月29日に華王錦の断髪式を行い、入門当時の師匠として華王錦の大銀杏に止め鋏を入れている[47][48]。
- アグネス・チャンと並び、長年日本に在住しているにもかかわらず日本語が不得意な外国出身著名人の代表格として一般に知られる。
- 元前田山の4代高砂の弟子としてはメディアの取材に応じ続けている筋に限れば最後の1人と言って良い生き残りで、2020年代になっても4代高砂について証言を行う機会がある[11]。

### プロレスとの関わり
- プロレスラーの藤波辰爾とは現役時代から親交があり、新日本プロレスの会場にもよく観戦に訪れていた。
- 1975年5月1日の日刊スポーツに「高見山がプロレスに転向する」という内容の記事が掲載され、これが一騒動に発展した。当時30歳を超え、引退の可能性がある人気力士であり、ハワイの有力プロモーターと契約していた事実が報じられたばかりか「ホノルルに高見山レスリングジムを開設」と詳細が語られたため反響が大きくなってしまった。これに対して高見山は一貫してプロレスラー転向を否定し続け、引退後の2008年5月21日には同じく日刊スポーツの紙上で「私はプロレスに行くつもりはなかったですね。でも実はね、サインはしました。引退した後、もしプロレスに行くならマネジメントさせてほしいという契約。その人たちが、あんまりしつこかったから」と当時の騒動について弁明していた。一方、当時『ワールドプロレスリング』『大相撲ダイジェスト』のプロデューサーだった永里高平も「ジェシーは実際に契約まで交わしていて、当時の春日野理事長が莫大な違約金まで支払って何とか慰留した」と証言している[49]。東京から遠く離れており他業種の人間が接触しやすい九州場所を狙ってハワイの後援会が1974年11月場所中に高見山を訪ねて契約まで交わした上に、慰留の際の春日野理事長の交渉相手はハワイのマフィアで、高見山自身角界に対する慢性的な不満を抱えていたのは仄聞されるところであったという話もある[50]。

### その他
- SF小説『銀河英雄伝説』に登場するフョードル・パトリチェフのモデルである。
- 引退時、小学館の学習雑誌は急遽・読みきり漫画の「日本一の人気力士・高見山」を掲載した（後に単行本化された）。引退の翌年（1985年）には、引退までの半生を描いたテレビドラマ「どすこい!大五郎 髙見山物語」（フジテレビ）が放送され、高見山（正確には東関）も自身の役で出演（主演）している。髙見山夫人は丘みつ子が演じた。

### 声と攻撃スタイル
高見山は冬の寒さには中々慣れず、冬になると扁桃腺が腫れた。1966年（昭和41年）には扁桃腺の手術を受けたが、2週間の入院という医師の指示にそんなに休めないと従わず翌日から稽古を再開し、このとき執拗な喉輪攻めを受けたために声帯を痛め、独特のかすれ声になった（医師からは手術をすれば元の声に戻ると言われたが、長い期間リハビリを行わなければならないため、今の所手術は受けていない。）。元々は美声で知られ、高校のコーラス部ではテノールを担当し、歌も上手かったという。幕内昇進後、高見山はハワイに帰省したが、現地の空港で声も耳も潰れた高見山を見たハワイの人々は愕然としたといい、そのこともあってハワイからは新弟子が期待できなかったという。
パンアメリカン航空から送られた化粧廻しに掲げられた「Go for broke」（当たって砕けろ。元々はハワイ出身者も数多く在籍した第2次世界大戦時の米軍日系人部隊のスローガン）のとおり、ぶちかまして一気に前に出る破壊力抜群の取り口で知られた。「見る、立つ、出る。大丈夫ネ!」を口癖にするほど、立合いから相手をよく見て立つことを心がけた。これは高見山の師匠・高砂親方の方針も大きいと言われ、入門時から常に「ジェシー、プッシュ、プッシュ（組まずに押せ）」と指導していた。

### 初の外国人関取として
高見山は初めての外国人関取、それも一般日本人とは異なる人種の力士として注目された。そのため、外国人差別を受けた、との見方がなされたこともある。例えば、「相撲は国技だから外国人を受け入れるべきではない」との評論がたびたびマスコミに顔を出し、高見山自身もそのような手紙などを受け取ったことがある。また「親方株取得は日本国籍を有する者に限る」との制約がなされたのは、高見山を閉め出そうとするものであったという見識もあった。ただし高見山はこれを一切認めず、多少はそのような反感めいたものがあったことは認めながらもそれらを例外的なものとし、「外人差別は一切感じなかった」と述べている。

### 親族について
現役時代の1976年5月、母のリリアンを53歳で亡くしている。高見山にとっては、この時が最も悲しかったと語っている。立場上高砂親方（元横綱・朝潮）夫妻にだけは母の死をすぐに打ち明けたが、本場所が始まる直前だったことから周囲への影響を避けたいと場所が終わるまでは口外しないように頼んでいた。高見山はこの時葬儀に出席できない心境を、「ハワイでは親が死んだ時や悲しんでいる時に子は故郷に帰りそばにいてやるもの、でも今そんなことはできない。日本の『つらい悲しい時でも故郷を思い精進する気持ち』を大切にする。」と言っていた。母の供養を果たすべく臨んだ5月場所では小結として15日間相撲を取り続け、勝ち越して終えている（毎日新聞の記事より）。
長男の渡辺弓太郎は小学校時代、力士の道を断念している。中学卒業後単身渡米しスポーツ・エージェントの道へ進んだ。2003年（平成15年）、松井秀喜の入団に合わせるかのように米メジャーリーグベースボールのニューヨーク・ヤンキースに入り、ヤンキースタジアム運営部職員として活躍中。サンケイスポーツ紙は2007年1月、弓太郎が阪神タイガースからポスティングシステムにより入団した井川慶の通訳を務めると報じた。
従兄弟に元中日ドラゴンズ投手のフレッド・クハウルアがいる。

## 主な成績
- 通算成績：812勝842敗22休（通算勝星：歴代14位、通算敗北：歴代5位）　勝率.491
- 幕内成績：683勝750敗22休（幕内勝星：歴代12位、幕内敗北：歴代3位）　勝率.477
- 現役在位：122場所
- 幕内在位：97場所（歴代3位。現在1位は大関・魁皇、2位は関脇・旭天鵬）
- 三役在位：27場所（関脇8場所、小結19場所）
- 通算連続出場：1425回（歴代4位）
- 通算出場：1654回（歴代7位）
- 幕内連続出場：1231回（歴代1位）
- 幕内通算出場：1430回（歴代3位。現在1位は旭天鵬）
- 横綱対戦人数：11人（歴代1位）
- 三賞：11回
  - 殊勲賞：6回（1972年7月場所・11月場所、1974年3月場所・7月場所、1976年1月場所、1977年9月場所）
  - 敢闘賞：5回（1968年1月場所・9月場所、1974年7月場所、1981年3月場所・7月場所）
- 金星：12個（歴代2位。佐田の山1個、柏戸1個、北の富士1個、琴櫻1個、輪島7個、北の湖1個、現在1位は安芸乃島）
- 幕内最高優勝：1回（1972年7月場所）
- 各段優勝
  - 序二段優勝：1回（1964年7月場所）
  - 序ノ口優勝：1回（1964年5月場所）

## 場所別成績
| | 一月場所 初場所（東京） | 三月場所 春場所（大阪） | 五月場所 夏場所（東京）  | 七月場所 名古屋場所（愛知） | 九月場所 秋場所（東京） | 十一月場所 九州場所（福岡） |
| --- | ----------------------- | ----------------------- | ------------------------ | --------------------------- | ----------------------- | --------------------------- |
| 1964年 （昭和39年） | x                       | （前相撲）              | 西序ノ口11枚目 優勝 6–1  | 東序二段71枚目 優勝 7–0     | 西三段目22枚目 5–2      | 西幕下92枚目 5–2            |
| 1965年 （昭和40年） | 西幕下66枚目 2–5        | 西幕下84枚目 6–1        | 西幕下44枚目 3–4         | 東幕下48枚目 5–2            | 西幕下30枚目 5–2        | 東幕下14枚目 3–4            |
| 1966年 （昭和41年） | 東幕下17枚目 1–6        | 東幕下41枚目 3–4        | 西幕下46枚目 5–2         | 西幕下29枚目 5–2            | 東幕下16枚目 5–2        | 西幕下9枚目 5–2             |
| 1967年 （昭和42年） | 西幕下2枚目 5–2         | 東十両18枚目 10–5       | 東十両13枚目 10–5        | 東十両6枚目 9–6             | 東十両2枚目 8–7         | 東十両筆頭 10–5             |
| 1968年 （昭和43年） | 東前頭9枚目 9–6 敢      | 東前頭4枚目 5–10 ★      | 東前頭6枚目 8–7          | 西前頭2枚目 7–8             | 西前頭3枚目 8–7 敢★     | 西前頭筆頭 4–11             |
| 1969年 （昭和44年） | 西前頭6枚目 6–9         | 西前頭8枚目 9–6         | 西前頭3枚目 7–8          | 西前頭3枚目 6–9             | 東前頭5枚目 9–6         | 西小結 8–7                  |
| 1970年 （昭和45年） | 西小結 8–7              | 東小結 4–11             | 西前頭5枚目 11–4         | 東小結 5–10                 | 西前頭3枚目 6–9         | 東前頭5枚目 8–7             |
| 1971年 （昭和46年） | 西小結 4–11             | 東前頭3枚目 6–9         | 西前頭3枚目 9–6          | 西小結 8–7                  | 東小結 8–7              | 東小結 8–7                  |
| 1972年 （昭和47年） | 東張出小結 6–9          | 東前頭3枚目 6–9         | 東前頭7枚目 8–7          | 西前頭4枚目 13–2 殊         | 西張出関脇 5–10         | 西前頭筆頭 9–6 殊★          |
| 1973年 （昭和48年） | 西関脇 8–7              | 西関脇 4–11             | 西前頭4枚目 8–7          | 西小結 3–12                 | 西前頭4枚目 9–6         | 東前頭筆頭 5–10             |
| 1974年 （昭和49年） | 西前頭4枚目 8–7         | 西前頭筆頭 10–5 殊★     | 西関脇 8–7               | 西関脇 11–4 殊敢            | 東関脇 6–9              | 東前頭筆頭 7–8 ★            |
| 1975年 （昭和50年） | 東前頭2枚目 6–9 ★       | 東前頭5枚目 8–7         | 東前頭3枚目 10–5         | 西小結 5–10                 | 西前頭4枚目 11–4 ★      | 東小結 8–7                  |
| 1976年 （昭和51年） | 東小結 9–6 殊           | 東関脇 7–8              | 西張出小結 8–7           | 東小結 5–10                 | 東前頭4枚目 8–7 ★       | 東前頭筆頭 8–7              |
| 1977年 （昭和52年） | 東張出小結 5–10         | 東前頭3枚目 6–9 ★       | 東前頭7枚目 9–6          | 西前頭2枚目 9–6             | 東小結 9–6 殊           | 東張出関脇 3–12             |
| 1978年 （昭和53年） | 東前頭6枚目 9–6         | 西前頭筆頭 6–9          | 西前頭3枚目 6–9 ★        | 西前頭6枚目 10–5            | 東前頭筆頭 5–10 ★       | 東前頭6枚目 9–6             |
| 1979年 （昭和54年） | 西小結 2–13             | 東前頭9枚目 8–7         | 東前頭5枚目 8–7          | 東前頭筆頭 3–12             | 西前頭10枚目 10–5       | 西前頭2枚目 3–12            |
| 1980年 （昭和55年） | 西前頭11枚目 8–7        | 西前頭6枚目 8–7         | 東前頭3枚目 6–9          | 西前頭4枚目 7–8             | 西前頭5枚目 7–8         | 東前頭6枚目 6–9             |
| 1981年 （昭和56年） | 東前頭11枚目 8–7        | 東前頭7枚目 9–6 敢      | 東前頭3枚目 6–9          | 西前頭7枚目 10–5 敢         | 東前頭筆頭 0–2–13       | 東前頭11枚目 9–6            |
| 1982年 （昭和57年） | 東前頭5枚目 8–7         | 東前頭2枚目 5–10        | 東前頭8枚目 10–5         | 東前頭筆頭 8–7              | 東小結 5–10             | 東前頭4枚目 4–11            |
| 1983年 （昭和58年） | 東前頭9枚目 9–6         | 東前頭2枚目 4–11        | 西前頭7枚目 8–7          | 東前頭2枚目 5–10            | 西前頭7枚目 6–9         | 東前頭11枚目 8–5–2          |
| 1984年 （昭和59年） | 東前頭8枚目 1–7–7       | 西十両3枚目 4–11        | 西十両12枚目 引退 2–13–0 | x                           | x                       | x                           |
| 各欄の数字は、「勝ち-負け-休場」を示す。 優勝 引退 休場 十両 幕下 三賞：敢=敢闘賞、殊=殊勲賞、技=技能賞 その他：★=金星 番付階級：幕内 - 十両 - 幕下 - 三段目 - 序二段 - 序ノ口 幕内序列：横綱 - 大関 - 関脇 - 小結 - 前頭（「#数字」は各位内の序列） |                         |                         |                          |                             |                         |                             |

## 合い口
- 第47代横綱・柏戸には1勝5敗。柏戸の現役最後の白星の相手となった。金星は1度獲得。
- 第48代横綱・大鵬には11戦全敗と一度も勝てなかった。
- 第50代横綱・佐田の山には1勝。唯一の対戦で金星を獲得した。
- 第51代横綱・玉の海には2勝15敗。玉の海が大関時代は2勝6敗、横綱昇進後は9戦全敗。
- 第52代横綱・北の富士には7勝19敗。北の富士の大関時代は4勝4敗、横綱昇進後は3勝15敗。金星は1度獲得。
- 第53代横綱・琴櫻には7勝22敗。琴櫻の大関時代は5勝18敗、横綱昇進後は2勝4敗。金星は1度獲得。
- 第54代横綱・輪島には19勝24敗(不戦勝1を含む)。輪島の大関時代は1勝3敗、横綱昇進後は13勝17敗。金星は7度獲得。
- 第55代横綱・北の湖には8勝35敗。北の湖の大関時代は3戦全敗、横綱昇進後は2勝20敗。金星は1度獲得。
- 第56代横綱・若乃花には4勝28敗(不戦勝1を含む)。若乃花の大関時代は1勝4敗、横綱昇進後は12戦全敗。
- 第57代横綱・三重ノ海には16勝23敗。三重ノ海の大関時代は5勝11敗、横綱昇進後は2戦全敗。
- 第58代横綱・千代の富士には1勝11敗。千代の富士の大関時代は3敗、横綱昇進後は7敗。
- 第59代横綱・隆の里には5勝10敗。隆の里の大関時代は6敗、横綱昇進後は対戦なし。
- 第61代横綱・北勝海には1敗。北勝海が入幕二場所目の保志時代の対戦である。
- 第62代横綱・大乃国には1勝1敗。いずれも大乃国が平幕時代の対戦である。
- 第63代横綱・旭富士には1勝。旭富士が入幕二場所目の対戦である。
- 元大関・豊山には3戦全敗。
- 元大関・清國には10勝17敗。清國の大関時代は9勝13敗。
- 元大関・大麒麟には8勝19敗。大麒麟の大関時代は4勝12敗。
- 元大関・貴ノ花には16勝29敗。貴ノ花の大関時代は14勝21敗。
- 元大関・大受には18勝9敗。大受の大関時代は2勝1敗。
- 元大関・魁傑には18勝20敗。魁傑の大関時代は2勝6敗。
- 元大関・旭國には10勝16敗。旭國の大関時代は3勝8敗。
- 元大関・増位山には6勝11敗。増位山の大関時代は1敗。
- 元大関・琴風には3勝11敗。琴風の大関時代は1勝6敗。
- 元大関・若島津には2勝5敗。若島津の大関時代は3戦全敗。
- 元大関・北天佑には2勝5敗。いずれも北天佑の大関昇進前の対戦である。

## 幕内対戦成績
| 力士名     | 勝数 | 負数 | 力士名      | 勝数  | 負数  | 力士名   | 勝数 | 負数 | 力士名   | 勝数 | 負数 |
| ---------- | ---- | ---- | ----------- | ----- | ----- | -------- | ---- | ---- | -------- | ---- | ---- |
| 青ノ里     | 0    | 2    | 青葉城      | 12    | 18    | 青葉山   | 5    | 12   | 淺瀬川   | 1    | 3    |
| 朝登       | 4    | 1    | 旭國        | 10    | 16    | 旭富士   | 1    | 0    | 東洋     | 6    | 5    |
| 天ノ山     | 8    | 8    | 荒勢        | 18    | 21    | 板井     | 2    | 1    | 巌虎     | 1    | 0    |
| 岩波       | 6    | 2    | 大潮        | 15    | 2     | 巨砲     | 4    | 7    | 大錦     | 7    | 5    |
| 大ノ海     | 1    | 1    | 大ノ国      | 1     | 1     | 大豊     | 4    | 0    | 大鷲     | 2    | 0    |
| 魁輝       | 8    | 9    | 魁傑        | 18    | 20    | 魁罡     | 0    | 1    | 海乃山   | 2    | 3    |
| 影虎       | 1    | 0    | 柏戸        | 1     | 5     | 和晃     | 2    | 0    | 北瀬海   | 6    | 7    |
| 北の湖     | 8    | 35   | 北の花      | 1     | 1     | 北の富士 | 7    | 19   | 騏ノ嵐   | 2    | 1    |
| 清國       | 10   | 17   | 麒麟児      | 18    | 17(2) | 蔵間     | 11   | 13   | 黒瀬川   | 10   | 5    |
| 黒姫山     | 24   | 22   | 高鉄山      | 8     | 1     | 高望山   | 2    | 0    | 琴風     | 3    | 11   |
| 琴櫻       | 7    | 22   | 琴千歳      | 1     | 0     | 金剛     | 9    | 9    | 斉須     | 4    | 1    |
| 蔵玉錦     | 6    | 3    | 逆鉾        | 1     | 0     | 佐田の海 | 4    | 4    | 佐田の山 | 1    | 0    |
| 嗣子鵬     | 3    | 5    | 陣岳        | 1     | 0     | 神幸     | 2    | 0    | 大旺     | 2    | 0    |
| 大峩       | 7    | 5    | 大麒麟      | 8     | 19    | 大受     | 18   | 9    | 大寿山   | 7    | 4    |
| 大徹       | 1    | 0    | 大飛        | 1     | 0     | 大鵬     | 0    | 11   | 大文字   | 1    | 0    |
| 大雄       | 2    | 6    | 大竜川      | 4     | 2     | 隆の里   | 5    | 10   | 貴ノ花   | 16   | 29   |
| 隆三杉     | 1    | 0    | 多賀竜      | 3     | 0     | 谷嵐     | 1    | 1    | 玉輝山   | 4    | 3    |
| 玉の海     | 2    | 15   | 玉ノ富士    | 8     | 8     | 玉龍     | 4    | 3    | 千代櫻   | 2    | 0    |
| 千代の富士 | 1    | 11   | 照櫻        | 0     | 1     | 出羽の花 | 6    | 9    | 天龍     | 1    | 1    |
| 闘竜       | 7    | 5(1) | 時葉山      | 8     | 3     | 栃赤城   | 1    | 3    | 栃東     | 11   | 7    |
| 栃勇       | 1    | 0    | 栃王山      | 6     | 2     | 栃司     | 0    | 2    | 栃剣     | 2    | 3    |
| 栃光       | 11   | 3    | 栃富士      | 3     | 1     | 白竜山   | 1    | 0    | 羽黒岩   | 10   | 7    |
| 長谷川     | 18   | 24   | 蜂矢        | 1     | 0     | 花光     | 5    | 2    | 播竜山   | 7    | 3    |
| 飛騨乃花   | 2    | 2    | 廣川        | 2     | 0     | 福の花   | 12   | 4    | 藤ノ川   | 5    | 5    |
| 二子岳     | 5    | 4    | 双津竜      | 8     | 5     | 鳳凰     | 4    | 8    | 北天佑   | 2    | 5    |
| 保志       | 0    | 1    | 増位山      | 6     | 11    | 舛田山   | 16   | 7    | 三重ノ海 | 16   | 23   |
| 禊鳳       | 2    | 0    | 明武谷      | 5     | 4     | 陸奥嵐   | 9    | 10   | 豊山     | 0    | 3    |
| 豊山       | 21   | 10   | 吉王山      | 2     | 2     | 義ノ花   | 3    | 6    | 琉王     | 4    | 2    |
| 龍虎       | 12   | 6    | 若獅子      | 2     | 0     | 若島津   | 2    | 5    | 若瀬川   | 2    | 2    |
| 若天龍     | 2    | 1    | 若浪        | 5     | 3     | 若鳴門   | 1    | 0    | 若ノ海   | 3    | 1    |
| 若ノ國     | 2    | 0    | 若乃花(2代) | 4(1)  | 28    | 若の富士 | 1    | 1    | 若二瀬   | 8    | 5    |
| 若見山     | 2    | 0    | 輪島        | 19(1) | 24    | 鷲羽山   | 4    | 9    |          |      |      |

## メディア活動歴

### テレビCM出演
高見山はその人気振りから、朝潮（師匠と弟弟子、どちらの朝潮かは不明）からCM横綱と呼ばれるほど多数のCMに出演した。『サンデー毎日』に掲載された、1977年〜1978年当時の大相撲力士のCM露出を元に作成した「CM場所番付」でも高見山は唯一の「横綱」に選ばれている。

#### 現役時代
- 大同薬品工業 栄養ドリンク 「ハイクロンA」
- 松下電器産業 携帯型テレビ「トランザム」

高見山がスーツ姿で帽子を被り、タップダンスを踊りながら「トランザム!!」と叫ぶ。同時期の「第28回NHK紅白歌合戦」にて紅組出場歌手恒例のアトラクションであったラインダンスにも同様の衣装で参加している。スーツは、退職を前に相撲博物館に寄贈した。なお、このCMは松下電器の体格の良い社員が小さな携帯テレビを持ってる姿をCM制作者が面白がり、そのまま映像にしたという。
- 丸八真綿

高見山のしゃがれ声で発する、「マルハッチ!」「二倍二倍!二枚二枚!」のキャッチフレーズは一躍ブームに。子供たちからタレントまで、高見山の声マネは物真似のスタンダードにもなった。
- 備考（丸八真綿）
  - 1990年放送のテレビ朝日系『地球戦隊ファイブマン』の30話では、この「二倍二倍!」のセリフとポーズが敵である初代艦長シュバリエと銀河戦隊ギンガマンによって演じられたのみならず、「四倍四倍!」というパロディまでもが登場した。
  - 定年を祝う会開宴前の記者会見で「列席者が予想の倍になった。」とコメントした際、記者に促される形ではあったが「ああ二倍ね。…二倍二倍になったネ。」と付け加えて場を和ませた。
  - このCMの中には、幼少時代の持田香織 (Every Little Thing) が出演しているものがある。
- 日本船舶振興会（現：日本財団）および日本防火協会

火の用心や敬老などを呼びかけるCM。バスドラムを叩きながら登場し、チンパンジーや子供達、山本直純、当時の振興会会長でもある笹川良一と出演している。同CMは夕方のゴールデンタイムに多く放映され、CMソングは各曜日ごとのバージョンが製作された。なお、笹川は当時のジョージ・アリヨシハワイ州知事の依頼により高見山の後援会長となっており、結婚式の仲人や断髪式での鋏入れも務めるなど関係が深い。
- 新日本製鐵「日鉄サッシ アルミバルコニー」、「日鉄アルミサッシ 防犯雨戸付」
- 永谷園 「お茶づけ海苔」、「お好み焼きの素」、「ミルクセーキの素」、「わかめスープの素」
  - 2000年代には弟子の高見盛が「お茶づけ海苔」のCMに出演し、師弟2代の快挙となっている。
- ダイエー「ダイエーの初売り」
- 樋屋製薬「特撰金粒樋屋奇応丸」
- 日本毛織・ニッケビクター株式会社 「ニッケビクター毛糸」
- 日本特殊陶業 「NGKスパークプラグ」
- チトセ 「くるぴたデスク」
- 中外製薬 「中外胃腸薬」
- P&G 「全温度チアー」

#### 現役引退後
- 富士通 ワープロ「オアシス」
- 日清食品「チルドシリーズ ソース焼そば・ラーメン」
- 生長の家
- 海鮮酒家 海皇（）「お昼のフルコース」

備考（CM全般）
- TVではないが、部屋の大先輩・東富士の経営する消費者金融会社「ファイナンス・フジ」のCMにも出演していた。

### テレビドラマ番組出演
- 変身忍者 嵐 第32話「妖怪三十一面相!!」（1972年、毎日放送 / 東映）
- TVオバケてれもんじゃ 第5話「高見山直伝! 強い女の子に勝つ方法」（1985年、フジテレビ / 東映）

### テレビバラエティ番組出演
- シャープ・スターアクション!（日本テレビ）- ※シャープ賞を獲得、獲得賞品は電卓だった。
- 料理天国（TBS）

## 音楽

### シングル
- スーパー・ジェシー／夢見るジェシー（1977年、東芝EMI、ETP-10332）-　両曲とも、作詞：杉山政美、作曲：木森敏之。MEG-CDで再発。
- ジェシー・ザ・スーパーマン（作詞：石原信一、作曲・編曲：鈴木幸明）（1979年、RCAレコード）-　高見山大五郎＆SPSシンガーズ

### アルバム
- スーパー・ジェシー（1977年、東芝EMI、ETP-72290）-　MEG-CDで再発。
- ジェシー・オン・ステージ

## 著書
- 虫明亜呂無 訳『わしの相撲人生』朝日イブニングニュース社、1979年5月。 NCID BA37651815。全国書誌番号:80007479。
- 『大相撲を100倍愛して!!』グリーンアロー出版社〈グリーン・アロー・ブックス〉、1983年1月。 NCID BA3765178X。全国書誌番号:83024020。
- 『高見山大五郎物語 辛抱と努力』吉森みき男まんが、小学館〈小学館入門百科シリーズ〉、1983年9月。ISBN 9784092201415。全国書誌番号:83048551。
- 『あたってくだけろ！ 高見山の泣き笑い土俵人生』スコラ、1984年8月。 NCID BA37651688。全国書誌番号:84057213。

## 関連書籍
- 平林猛『にっぽん人高見山大五郎』講談社、1981年2月。 NCID BA37651757。全国書誌番号:81015363。
- 渡辺加寿江『ジェシーふり向かないで 夫・高見山大五郎とともに』主婦と生活社、1984年4月。ISBN 9784391107326。 NCID BA3765232X。全国書誌番号:84044727。
- 北出清五郎『人生負けても勝っても 高見山大五郎物語』小学館、1984年6月。ISBN 9784092940185。 NCID BA46069654。全国書誌番号:84047576。